# Karol III Gonzaga
Karol III Gonzaga (ur. 31 października 1629 w Mantui, zm. 14 sierpnia 1665 tamże) – książę Mantui (także jako Karol II) markiz Montferratu, książę de Nevers, de Rethel, de Mayenne, jedyny syn i najstarsze dziecko Karola II Gonzagi, księcia de Mayenne, i Marii Gonzagi, córki Franciszka IV, księcia Mantui. Szwagier cesarza Ferdynanda III.
Jego ojciec zmarł, gdy Karol miał zaledwie 2 lata. Rok później, po śmierci stryja Ferdynanda, odziedziczył tytuł księcia de Mayenne, markiza de Villars, hrabiego Maine, Tende i Sommerive. W 1637 zmarł jego dziadek, Karol I Gonzaga, i 8-letni Karol III odziedziczył księstwo Mantui, markizat Montferratu oraz francuskie tytuły księcia de Nevers i de Rethel. Przez pierwsze 10 lat jego rządów regencję sprawowała jego matka.
Karol III rozpoczął rządy samodzielne w 1647. Część jego włoskich posiadłości, w tym stolica Montferratu Casale, znajdowała się w rękach francuskich. Karol próbował w przymierzu z Habsburgami odzyskać zbrojnie Casale, ale poniósł porażkę. W 1658 został cesarskim wikariuszem na Mantuę. W 1659 sprzedał swoje francuskie posiadłości kardynałowi Jules'owi Mazarinowi. Zmarł w 1665.
7 listopada 1649 poślubił Izabelę Klarę Habsburg (12 sierpnia 1629 – 24 lutego 1665), córkę arcyksięcia Leopolda V i Klaudii Medycejskiej (wdowy po Franciszku Marii II, księciu Urbino). Karol i Izabela Klara mieli razem jednego syna:
- Ferdynand Karol (31 sierpnia 1652 – 5 lipca 1708), książę Mantui